# Faster (Within Temptation)
Faster è un singolo del gruppo musicale olandese Within Temptation, pubblicato nel 2011 ed estratto dall'album The Unforgiving.
Il brano è stato scritto da Sharon den Adel, Robert Westerholt e Daniel Gibson.

## Tracce
- Download digitale

1. Faster (radio edit) – 3:16
2. Faster (international radio edit) – 3:15

- CD

1. Faster (album version) – 4:24
2. Where Is the Edge – 3:59